# HWA Team
A HWA Team, também conhecida como HWA RACELAB, é uma equipe alemã de automobilismo que é gerenciada pela HWA, uma empresa ligada à Mercedes-Benz que está sediada em Affalterbach.

## História

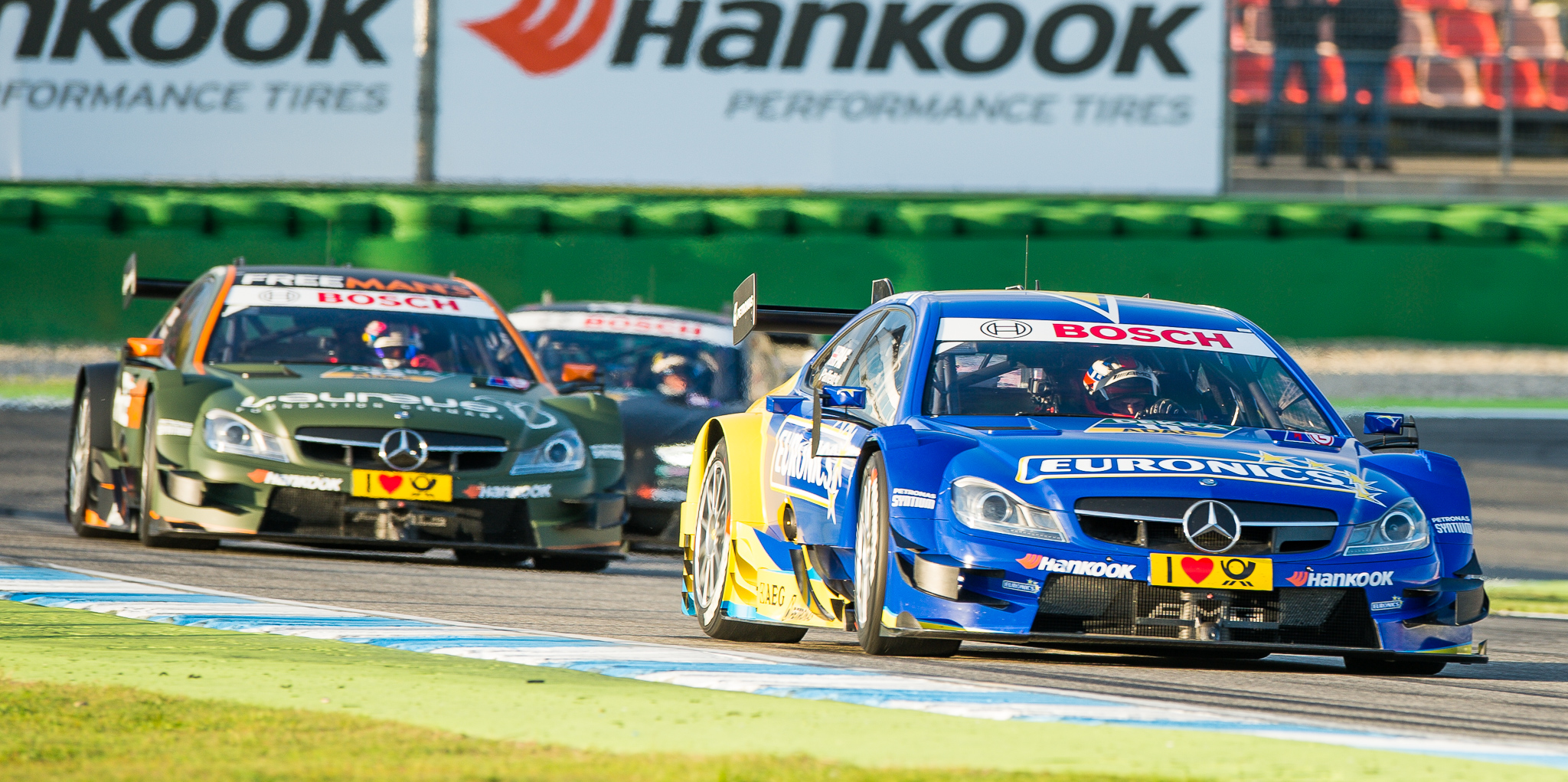
Gary Paffett e Robert Wickens competindo no DTM pela HWA em 2014.

A HWA AG foi fundada em 1999 e leva o nome de Hans Werner Aufrecht, que fundou a AMG (atual Mercedes-AMG) em 1967. No final de 1998, Aufrecht vendeu uma participação majoritária na AMG para a DaimlerChrysler AG. Como parte do processo, o departamento de automobilismo e partes do negócio de construção de veículos personalizados da AMG foram desmembrados e transferidos para a HWA AG.
A HWA foi responsável pelo gerenciamento da equipe da AMG Mercedes no Deutsche Tourenwagen Masters (DTM) por vários anos. Quando a Mercedes-AMG anunciou que deixaria a DTM após o final da temporada de 2018, a HWA iniciou uma nova parceria com a Aston Martin com a entrada da equipe R-Motorsport na categoria alemã de carros de turismo na temporada de 2019.

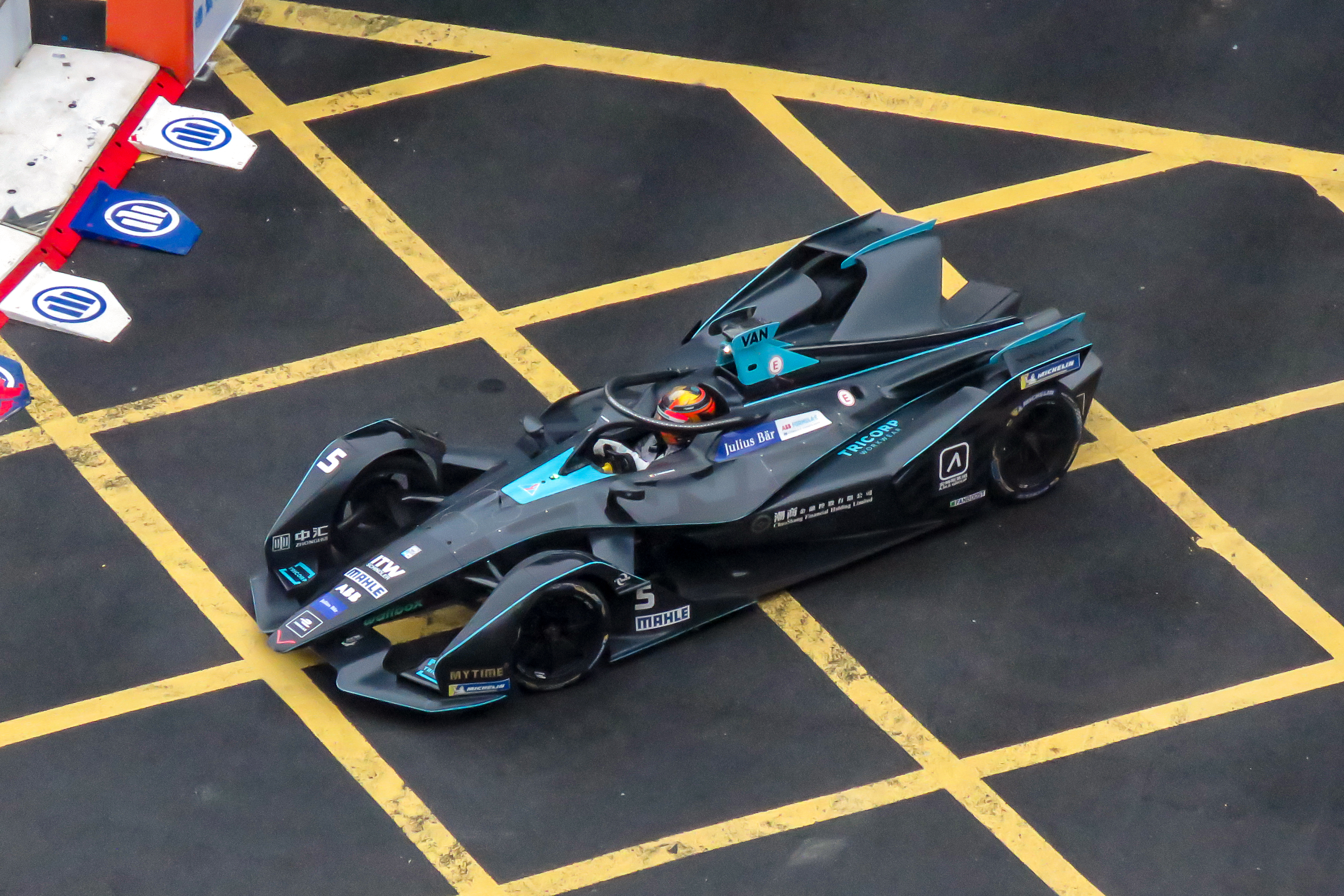
Stoffel Vandoorne no ePrix de Hong Kong de 2019.

Em 2017, a Mercedes-Benz anunciou que entraria na Fórmula E como construtor e com uma equipe própria a partir da temporada de 2019–20. Para servir como trampolim para a entrada da Mercedes-Benz na categoria, em 9 de maio de 2018, a HWA anunciou que se juntaria à Fórmula E com uma equipe própria para a temporada de 2018–19. A HWA estabeleceu uma parceria técnica com a Venturi — que compete na categoria máxima para monopostos elétricos desde sua temporada inaugural — para sua equipe utilizar trens de força fornecidos pela Venturi. Os pilotos que competiram pela HWA Racelab na Fórmula E foram Gary Paffett, o seu então atual campeão de DTM, e o ex-piloto de Fórmula 1 da McLaren, Stoffel Vandoorne. A HWA Racelab deixou o grid da Fórmula E ao término da temporada de 2018–19, para se tornar a equipe de fábrica completa da Mercedes-Benz na temporada seguinte. Entretanto, a HWA permaneceu no comando das operações da equipe Mercedes-Benz na categoria.
Em outubro do mesmo ano foi revelado que a HWA também iria competir no Campeonato de Fórmula 3 da FIA em sua temporada inaugural que foi realizada em 2019. Em janeiro de 2019, a equipe firmou uma parceria com a Arden International para a disputa do Campeonato de Fórmula 2 da FIA daquele ano. Em outubro de 2019, foi anunciado que a HWA fará sua estreia como equipe na Fórmula 2 em 2020, substituindo a equipe Arden.
Em outubro de 2021, foi anunciado que a HWA deixaria o Campeonato de Fórmula 3 da FIA após disputar três temporadas, durante as quais conquistou quatro vitórias e dez pódios. No mesmo mês, a HWA anunciou que também deixaria o Campeonato de Fórmula 2 da FIA. Seus ativos em ambas as categorias foram adquiridos pela equipe Van Amersfoort Racing.

## Resultados

### Fórmula E
(legenda) (resultados em negrito indicam pole position; resultados em itálico indicam volta mais rápida)
| Ano                                      | Nome        | Chassis      | Trem de força | Pneus | No.° | Pilotos           | 1   | 2   | 3   | 4   | 5   | 6   | 7   | 8   | 9   | 10  | 11  | 12  | 13  | Class. | Pontos |
| ---------------------------------------- | ----------- | ------------ | ------------- | ----- | ---- | ----------------- | --- | --- | --- | --- | --- | --- | --- | --- | --- | --- | --- | --- | --- | ------ | ------ |
| 2018–19                                  | HWA Racelab | Spark SRT05e | Venturi VFE05 | M     |      |                   | DAR | MAR | SAN | MEX | HKG | SNY | ROM | PAR | MON | BER | BRN | NIQ | NIQ | 9°     | 44     |
| 2018–19                                  | HWA Racelab | Spark SRT05e | Venturi VFE05 | M     | 5    | Stoffel Vandoorne | 16  | Ret | Ret | 18  | Ret | Ret | 3   | Ret | 9   | 5   | 10  | 13  | 8   | 9°     | 44     |
| 2018–19                                  | HWA Racelab | Spark SRT05e | Venturi VFE05 | M     | 17   | Gary Paffett      | Ret | Ret | 14  | 16  | 8   | Ret | Ret | 8   | 12  | 16  | 17  | 11  | 10  | 9°     | 44     |
| 2019–20: Mercedes-Benz EQ Formula E Team |             |              |               |       |      |                   |     |     |     |     |     |     |     |     |     |     |     |     |     |        |        |

Notaas
† – Não completaram a prova, mas foram classificados pois concluíram 90% da prova.

### Campeonato de Fórmula 2 da FIA
| Ano  | Nome            | Chassis         | Motor            | Pneus | Pilotos         | 1       | 2       | 3       | 4       | 5       | 6       | 7       | 8       | 9       | 10      | 11      | 12      | 13      | 14      | 15      | 16      | 17      | 18      | 19      | 20      | 21      | 22      | 23      | 24      | Class. | Pontos |
| ---- | --------------- | --------------- | ---------------- | ----- | --------------- | ------- | ------- | ------- | ------- | ------- | ------- | ------- | ------- | ------- | ------- | ------- | ------- | ------- | ------- | ------- | ------- | ------- | ------- | ------- | ------- | ------- | ------- | ------- | ------- | ------ | ------ |
| 2020 | BWT HWA Racelab | Dallara F2 2018 | Mecachrome V634T | P     |                 | RBR FEA | RBR SPR | RBR FEA | RBR SPR | HUN FEA | HUN SPR | SIL FEA | SIL SPR | SIL FEA | SIL SPR | CAT FEA | CAT SPR | SPA FEA | SPA SPR | MNZ FEA | MNZ SPR | MUG FEA | MUG SPR | SOC FEA | SOC SPR | BAR FEA | BAR SPR | BAR FEA | BAR SPR | 10º    | 13     |
| 2020 | BWT HWA Racelab | Dallara F2 2018 | Mecachrome V634T | P     | Artem Markelov  | Ret     | 18      | DNS     | 16      | Ret     | 14      | 18      | 11      | 19      | 11      | 12      | 16      | 16      | 8       | 17      | 16      | 8       | 20      | 15      | 12      | 22      | 10      | 13      | 20      | 10º    | 13     |
| 2020 | BWT HWA Racelab | Dallara F2 2018 | Mecachrome V634T | P     | Giuliano Alesi  | 6       | Ret     | 21      | 15      | 11      | 10      | 19      | 18      | 16      | 20      | Ret     | 19      | 18      | 14      | 18      | 12      | Ret     | Ret     |         |         |         |         |         |         | 10º    | 13     |
| 2020 | BWT HWA Racelab | Dallara F2 2018 | Mecachrome V634T | P     | Jake Hughes     |         |         |         |         |         |         |         |         |         |         |         |         |         |         |         |         |         |         | 12      | Ret     |         |         |         |         | 10º    | 13     |
| 2020 | BWT HWA Racelab | Dallara F2 2018 | Mecachrome V634T | P     | Théo Pourchaire |         |         |         |         |         |         |         |         |         |         |         |         |         |         |         |         |         |         |         |         | 18      | Ret     | 18      | 21      | 10º    | 13     |
| 2021 | HWA Racelab     | Dallara F2 2018 | Mecachrome V634T | P     |                 | BAR SP1 | BAR SP2 | BAR FEA | MON SP1 | MON SP2 | MON FEA | BAC SP1 | BAC SP2 | BAC FEA | SIL SP1 | SIL SP2 | SIL FEA | MNZ SP1 | MNZ SP2 | MNZ FEA | SOC SP1 | SOC SP2 | SOC FEA | GID SP1 | GID SP2 | GID FEA | YAS SP1 | YAS SP2 | YAS FEA | 11º    | 9      |
| 2021 | HWA Racelab     | Dallara F2 2018 | Mecachrome V634T | P     | Matteo Nannini  | 14      | 9       | 10      |         |         |         |         |         |         |         |         |         |         |         |         |         |         |         |         |         |         |         |         |         | 11º    | 9      |
| 2021 | HWA Racelab     | Dallara F2 2018 | Mecachrome V634T | P     | Jack Aitken     |         |         |         | 16      | 9       | 18      | Ret     | 12      | 11      | 17      | 18      | 17      |         |         |         |         |         |         |         |         |         |         |         |         | 11º    | 9      |
| 2021 | HWA Racelab     | Dallara F2 2018 | Mecachrome V634T | P     | Jake Hughes     |         |         |         |         |         |         |         |         |         |         |         |         | 12      | Ret     | 13      | 4       | C       | 18      |         |         |         | Ret     | 13      | Ret     | 11º    | 9      |
| 2021 | HWA Racelab     | Dallara F2 2018 | Mecachrome V634T | P     | Logan Sargeant  |         |         |         |         |         |         |         |         |         |         |         |         |         |         |         |         |         |         | 16      | Ret     | 14      |         |         |         | 11º    | 9      |
| 2021 | HWA Racelab     | Dallara F2 2018 | Mecachrome V634T | P     | Alessio Deledda | 18      | Ret     | Ret     | 18      | 12      | 17      | Ret     | 15      | 19      | Ret     | Ret     | 22      | 13      | 19      | Ret     | 18      | C       | 17      | Ret     | Ret     | 20      | 18      | Ret     | 19      | 11º    | 9      |

Notaas
† – Não completaram a prova, mas foram classificados pois concluíram 90% da prova.

### Campeonato de Fórmula 3 da FIA
| Ano  | Nome        | Chassis         | Motor           | Pneus | No.° | Pilotos           | 1       | 2       | 3       | 4       | 5       | 6       | 7       | 8       | 9       | 10      | 11      | 12      | 13      | 14      | 15      | 16      | 17      | 18      | 19    | 20    | 21    | Class. | Pontos |
| ---- | ----------- | --------------- | --------------- | ----- | ---- | ----------------- | ------- | ------- | ------- | ------- | ------- | ------- | ------- | ------- | ------- | ------- | ------- | ------- | ------- | ------- | ------- | ------- | ------- | ------- | ----- | ----- | ----- | ------ | ------ |
| 2019 | HWA Racelab | Dallara F3 2019 | Mecachrome V634 | P     |      |                   | CAT FEA | CAT SPR | LEC FEA | LEC SPR | RBR FEA | RBR SPR | SIL FEA | SIL SPR | HUN FEA | HUN SPR | SPA FEA | SPA SPR | MNZ FEA | MNZ SPR | SOC FEA | SOC SPR |         |         |       |       |       | 5º     | 100    |
| 2019 | HWA Racelab | Dallara F3 2019 | Mecachrome V634 | P     | 10   | Bent Viscaal      | 13      | 13      | 5       | 20      | 13      | Ret     | 22      | 20      | 19      | 10      | 20      | 14      | 17      | 27†     | Ret     | 17      |         |         |       |       |       | 5º     | 100    |
| 2019 | HWA Racelab | Dallara F3 2019 | Mecachrome V634 | P     | 11   | Jake Hughes       | 17      | Ret     | Ret     | 7       | 7       | 1       | 9       | Ret     | 3       | 3       | 21      | Ret     | 6       | 3       | 7       | 4       |         |         |       |       |       | 5º     | 100    |
| 2019 | HWA Racelab | Dallara F3 2019 | Mecachrome V634 | P     | 12   | Keyvan Andres     | 28      | 18      | DNS     | 19      | 27      | 13      | 21      | 26      | 23      | 14      | 14      | 16      | 19      | 22      | 19      | 24†     |         |         |       |       |       | 5º     | 100    |
| 2020 | HWA Racelab | Dallara F3 2019 | Mecachrome V634 | P     |      |                   | RBR FEA | RBR SPR | RBR FEA | RBR SPR | HUN FEA | HUN SPR | SIL FEA | SIL SPR | SIL FEA | SIL SPR | CAT FEA | CAT SPR | SPA FEA | SPA SPR | MNZ FEA | MNZ SPR | MUG FEA | MUG SPR |       |       |       | 5º     | 138,5  |
| 2020 | HWA Racelab | Dallara F3 2019 | Mecachrome V634 | P     | 14   | Enzo Fittipaldi   | 18      | 9       | 15      | 13      | 19      | 9       | 18      | 19      | 17      | 17      | 13      | 8       | 26      | 12      | 9       | 19      | 5       | 4       |       |       |       | 5º     | 138,5  |
| 2020 | HWA Racelab | Dallara F3 2019 | Mecachrome V634 | P     | 15   | Jake Hughes       | 28      | 12      | 10      | Ret     | 24      | 19      | 4       | 10      | 2       | 7       | 1       | 10      | Ret     | 17      | 5       | 1       | 2       | 6       |       |       |       | 5º     | 138,5  |
| 2020 | HWA Racelab | Dallara F3 2019 | Mecachrome V634 | P     | 16   | Jack Doohan       | 14      | Ret     | 22      | 19      | Ret     | 25      | Ret     | 27      | 26      | 21      | 14      | 15      | 12      | Ret     | 17      | 21      | 13      | 11      |       |       |       | 5º     | 138,5  |
| 2021 | HWA Racelab | Dallara F3 2019 | Mecachrome V634 | P     |      |                   | CAT 1   | CAT 2   | CAT 3   | LEC 1   | LEC 2   | LEC 3   | RBR 1   | RBR 2   | RBR 3   | HUN 1   | HUN 2   | HUN 3   | SPA 1   | SPA 2   | SPA 3   | ZAN 1   | ZAN 2   | ZAN 3   | SOC 1 | SOC 2 | SOC 3 | 7º     | 44     |
| 2021 | HWA Racelab | Dallara F3 2019 | Mecachrome V634 | P     | 14   | Matteo Nannini    | 10      | 26†     | 3       | 22      | 13      | 20      | 23      | 12      | 5       | 10      | 1       | 25      | 19      | Ret     | 26      | 17      | 9       | 28      | 16    | C     | 17    | 7º     | 44     |
| 2021 | HWA Racelab | Dallara F3 2019 | Mecachrome V634 | P     | 15   | Oliver Rasmussen  | Ret     | 19      | 17      | 17      | 21      | 22      | 26      | 16      | 22      | 18      | 28      | 21      | 20      | 21      | 17      | 18      | 12      | 26      | Ret   | C     | 25†   | 7º     | 44     |
| 2021 | HWA Racelab | Dallara F3 2019 | Mecachrome V634 | P     | 16   | Rafael Villagómez | 19      | 18      | 28      | 25      | 27      | 23      | 21      | 18      | 19      | 23      | 21      | 24      | 27      | 24      | Ret     | 22      | 13      | 25      | 20    | C     | Ret   | 7º     | 44     |

Notas
† – Não completaram a corrida, mas foram classificados pois completaram 90% ou mais da prova.

## Títulos
Campeonatos de equipes
- DTM: 2000, 2001, 2002, 2003, 2005, 2006, 2008, 2009, 2010, 2015 e 2018

Campeonatos de pilotos
- DTM: 2000 (Bernd Schneider), 2001 (Bernd Schneider), 2003 (Bernd Schneider), 2005 (Gary Paffett), 2006 (Bernd Schneider), 2010 (Paul di Resta), 2015 (Pascal Wehrlein) e 2018 (Gary Paffett)